# Willy Schellens
Willy Schellens (15 oktober 1943 - 8 december 2021) was een Belgisch socialistisch politicus voor de SP en diens opvolger sp.a.

## Levensloop
Schellens werd een eerste maal verkozen tot gemeenteraadslid te Aarschot bij de gemeenteraadsverkiezingen van 1988. Na de lokale stembusgang van 1994 werd hij aangesteld als burgemeester van deze stad. Hij volgde in deze hoedanigheid Rik Daems op. Schellens vormde een coalitie met de CVP, waarmee hij ook na de ballotage van 2000 verder ging. Na de gemeenteraadsverkiezingen van 2006, waarbij hij opnieuw lijsttrekker was, gaf hij de burgemeesterssjerp door aan Frans Deboes.
Onder zijn bestuur werd Cultuurcentrum Het Gasthuis uitgebouwd, werd jeugdcentrum De Klinker opgericht en kwam er een nieuw politiekantoor. Ook werkte hij een 10 puntenplan uit na de overstroming van 1998. Een dieptepunt in zijn bestuursperiode als burgemeester bereikte hij evenwel in mei 2015 toen hij door de Leuvense onderzoeksrechter in verdenking werd gesteld wegens corruptie met betrekking tot de gunning van een contract aan Sita rond afvalbeheer in 2000. De bal was aan het rollen gegaan door een anonieme klacht in 2001. De zaak, waarin in totaal 23 verdachten (waaronder de burgemeester en enkele CD&V-schepenen) zich moesten verantwoorden voor de correctionele rechtbank, beheerste de verkiezingscampagne van 2006. In juni 2007 werd Schellens schuldig bevonden aan 'feiten van omkoping' en werd hiervoor veroordeeld tot 12 maanden met uitstel en een boete van € 1500. Het Brussels hof van beroep bevestigde in juni 2008 nagenoeg het ganse vonnis. In februari 2009 werd het arrest evenwel door het Hof van Cassatie verbroken wegens procedurefouten. De zaak werd vervolgens doorverwezen naar het Antwerps hof van beroep, die in september 2011 uitspraak deed. Hierbij diende Schellens niet opnieuw voor te komen gezien hij niet in cassatie was gegaan tegen de uitspraak van het Brussels hof van beroep.
Zijn staatsieportret werd gemaakt door Edward Moons. Zijn broer André en zoon Geert waren eveneens politiek actief.